# Vä församling
Vä församling var en församling i Lunds stift och i Kristianstads kommun. Församlingen uppgick 2002 i Vä-Skepparslövs församling.

## Administrativ historik
Församlingen har medeltida ursprung. Församlingen införlivade 25 april 1617 Nöbbelövs församling.
Församlingen var till 1617 moderförsamling i pastoratet Vä och Nöbbelöv för att därefter till 15 mars 1639 vara annexförsamling i pastoratet Kristianstad och Vä. Från 15 mars 1839 till 1643 utgjorde församlingen ett eget pastorat för att från 1643 till 1675 vara moderförsamling i pastoratet Vä och Åraslöv. Från 1675 till 1 maj 1927 annexförsamling i pastoratet Kristianstad och Vä för att därefter till 1945 vara annexförsamling i pastoratet Norra Åsum och Vä. från 1945 till 2002 moderförsamling i pastoratet Vä och Skepparslöv som även omfattade från 1962 Köpinge församling och från 1975 Träne församling och Djurröds församling. Församlingen uppgick 2002 i Vä-Skepparslövs församling.

## Kyrkoherdar
| Ämbetstid | Namn                  | Levnadstid | Övrigt     |
| --------- | --------------------- | ---------- | ---------- |
| 1417      | Sven Thorn            |            | Pastor     |
| 1523      | Broder Ebbesen        |            | Kyrkoherde |
| 1540–1562 | Jakob Hansen          |            | Pastor     |
| 1576–1578 | Peder Mortensen       |            | Pastor     |
| 1584      | Thyge Pedersen        |            | Pastor     |
| 1590–1617 | Jörgen Christoffersen |            | Pastor     |
| 1630–1639 | Christopher Hansen    |            | Pastor     |
| 1639      | Nils Mattsen          |            | Pastor     |

## Kyrkor
- Vä kyrka